# Sainte-Marguerite-de-l'Autel
Sainte-Marguerite-de-l'Autel è un comune francese di 517 abitanti situato nel dipartimento dell'Eure nella regione della Normandia.

## Società

### Evoluzione demografica
Abitanti censiti